# 費爾南德茲司令縣

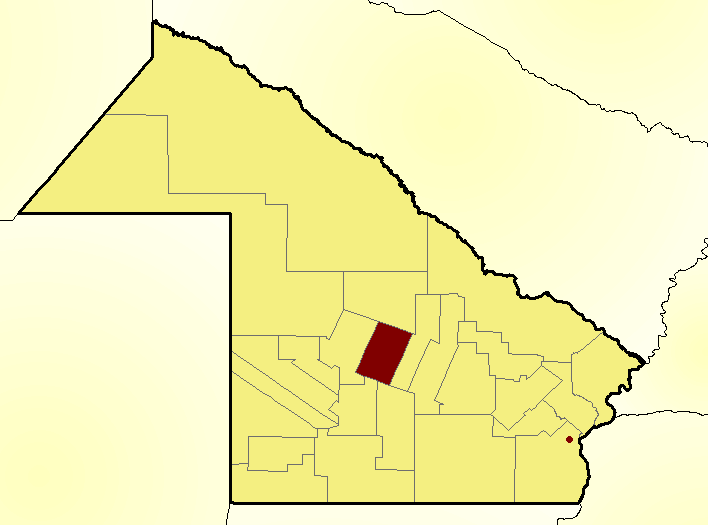

費爾南德茲司令縣（西班牙語：Departamento Comandante Fernández），是阿根廷的縣份，位於該國北部查科省，首府設於羅克薩恩斯培尼亞總統城，面積1,500平方公里，2010年人口96,944，人口密度每平方公里64.63人。